# سپندارمذگان
جشن سِپَندارمَذگان یا اِسپَندگان یا اِسفَندارمَذگان یکی از جشن‌های ایران باستان است که در پنجم اسفندارمذ گاه‌شمار یزدگردی، که در‌ تقویم زرتشتیان ایران (تقویم فصلی) مطابق ۲۹ بهمن تقویم هجری شمسی است، برگزار می‌شود. در این روز زرتشتیان زن، زمین، زایندگی، و مادر را گرامی می‌دارند. ابوریحان بیرونی در آثارالباقیه آورده است که «در زمان گذشته ... این روز عید زنان بوده و در این عید مردان به زنان بخشش می‌نمودند».
در گاه‌شماری یزدگردی (ساسانی) و گاه‌شماری اوستایی نو هر ماه ۳۰ روز بوده‌است و ۵ روز به آخر سال اضافه می‌شده‌است. در این تقویم هر روزی از ماه به جای اعداد، اسم مخصوصی دارد و در روزی که اسم ماه و روز با یکدیگر همسان می‌شود جشنی برگزار می‌شود. روز پنجم هر ماه اسپندارمذ نامیده می‌شود و در پنجم ماه اسپندارمذ جشن سپندارمذگان برگزار می‌شود. ابوریحان بیرونی هم در آثار الباقیه از این جشن در روز پنجم اسفندارمذ یاد کرده است. (این روش نامگذاری ۳۰ روز ماه به دلیل داشتن فقط ۳۰ اسم برای روزهای ماه با گاه‌شماری هجری خورشیدی با ماه‌های ۳۱روزه هماهنگی و امکان تعریف ندارد.) با توجه به تغییر ساختار تقویم ایرانی و ۳۱روزه شدن شش ماه نخست سال در گاه‌شماری خورشیدی، زرتشتیان ایران که بیشترشان از تقویم فصلی زرتشتیان پیروی می‌کنند، این جشن را روز پنجم اسفندارمذماه تقویم زرتشتی، مطابق با ۲۹ بهمن هجری شمسی برگزار می‌کنند. در تقویم‌های دیگر زرتشتیان امروز، که قدیمی و شاهنشاهی/رسمی نام گرفته‌اند، این جشن حدوداً در ۲۵ خرداد و ۲۴ تیر هجری شمسی برگزار می‌شود.
بعضی معاصران تاریخ ۵ اسفند هجری شمسی را برای این جشن ترجیح می‌دهند. مثلاً محمد نجاری پژوهشگر مطالعات تطبیقی زنان در هنر و ادبیات، در سخنرانی خود با عنوان سوگ و سورنامه، با استناد به ابوریحان بیرونی و گُردیزی، تاریخ پنج اسفند را در گاه‌شمار زرتشتی درست می‌داند و می‌گوید: «بنا به گفتهٔ ابوریحان اسپندارمَذ ایزد موکل بر زمین و ایزدِ پشتیبان و نگاهبان زنان شوهر دوست و پارسا و درستکار بوده و به همین مناسبت این روز، جشن زنان، نامگذاری و مردم برای گرامیداشت زنان، به ایشان کادو می‌دادند و بخشش می‌کردند. این گزاره را گردیزی نیز در زین الاخبار آورده‌است: از این روی جشن را مردگیران می‌گفتند که زنان به اختیار خویش و با آزادی، شوی و مَرد زندگی خود را برمی‌گزیدند؛ بنابراین در روز پنجم ماه اسفند جشن زنانهٔ «مَردگیران» یا «مژدگیران» که ویژه زنان نام داشته، برگزار می‌شده‌است؛ پس تاریخ درست جشن سپندارمذگان یا اسپندگان یا مردگیران یا مژدگیران، در گاه‌شمار خورشیدی ۵ اسفند خواهد بود.»

## واژه اسفند و سپَندارمَذ
واژه فارسی «اسفند» در زبان فارسی امروز، از واژه پارسی میانه (پارسیگ) «سپندارمت-Spandarmat» و اوستایی «سپِنتَه آرمَئی تی-SpentaArmaiti» بر گرفته شده‌است. روز پنجم هر ماه و ماه دوازدهم هر سال در تقویم‌های زرتشتی «سپَندارمَذ» یا «اسفندارمذ» نام دارد که در تقویم هجری شمسی که در سال ۱۳۰۴ معرفی شد به «اسفند» خلاصه شد.
این واژه که در اوستایی «سْپِنـْـتـَه آرَمَئیتی» آمده، نام چهارمین امشاسپند است، از دو بخش «سپِنتَه» یا «سپند» به معنی پاک و مقدس و «آرَمَئیتی» به معنی فروتنی و بردباری تشکیل شده‌است و معنی این دو با هم فروتنیِ پاک و مقدس است. این واژه در پارسی میانه «سپندارمت» و در فارسی «سپندارمذ» و «اسفندارمذ» و «اسفند» شده‌است.

## پیشینه
در سال ۱۳۴۱ خورشیدی، ابراهیم پورداود روز پنجم اسفند و جشن اسفندگان را به عنوان «روز پرستار» پیشنهاد داد که پذیرفته شد و در تقویم رسمی نیز ثبت گردید. پورداوود در این مورد نوشته بود: «در میان جشن‌های بزرگ ایران باستان، سپندارمذگان جشنی است در پنجمین روز از اسفندماه. همین روز شایسته و برازنده است که جشن پرستاران میهن ما باشد». از این روی، روز پنجم ماه دوازدهم (اسفند) یا اسپند، روز «سپندارمذ» یا «اسپندارمذ» نام داشت که جشنی با همین عنوان می‌گرفتند. «سپندارمذگان» یا «اسفندگان» (اسپندگان) روز زن و زمین است.

## آیین‌ها

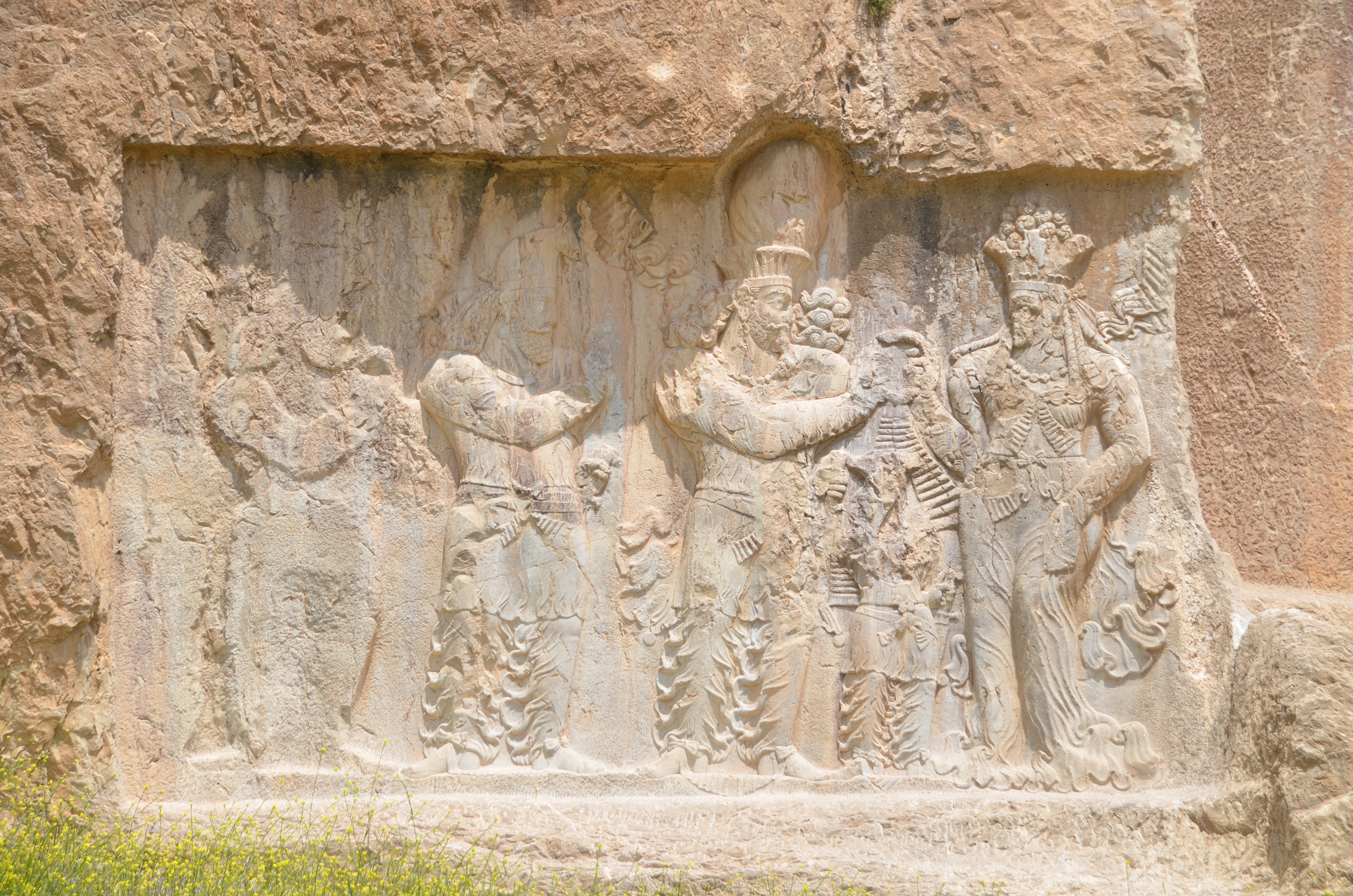
در این نقش برجسته، شاهنشاه بهرام دوم در حال دریافت حلقه پادشاهی از یک شخصیت زن به تصویر کشیده شده است که گمان بر این بود که ایزدبانو آردوی سورا آناهیتا باشد. با این حال، پادشاه در حالتی که انتظار می‌رود در حضور یک ایزد باشد، نشان داده نشده است؛ از این‌ رو، احتمال دارد که این زن شهبانو شاپوردختک باشد.

به بیان ابوریحان بیرونی، «اسفندارمذ» ایزد موکل بر زمین و ایزد حامی و نگاهبان زنان پارسا و درست کار بوده. به همین مناسبت این روز، عید زنان به‌شمار می‌رفت. مردم به جهت گرامی داشت، به آنان هدیه داده و بخشش می‌کردند. زنان نه تنها از هدایا و دهش‌هایی برخوردار می‌شدند، بلکه به نوعی در این روز فرمانروایی می‌کردند و مردان باید که از آنان فرمان می‌بردند.

## اختلاف در زمان برگزاری
هم‌اکنون زرتشتیان ایران که از تقویم فصلی زرتشتیان پیروی می‌کنند، روز ۲۹ بهمن هجری شمسی، روز سپندارمذ (پنجم) از ماه سپندارمذ در تقویم زرتشتی را روز جشن سپندارمذگان می‌دانند. ولی برخی معاصران سپندارمذگان را ۵ اسفند هجری شمسی برگزار می‌کنند. ریشهٔ این اختلاف در زمان برگزاری از آنجا می‌آید که در گاه‌شماری اوستایی نو هر ماه فقط ۳۰ روز است و هر روز از ماه اسم مخصوصی دارد و جشن سپندارمذگان که برگرفته از گاه‌شمار ایرانیان قدیم دارد در گاه‌شماری هجری خورشیدی (گاه‌شمار رسمی کنونی ایران) با ماه‌های ۳۱روزه امکان تعریف ندارد، چرا که در جشن‌های ماهانه مانند سپندارمذگان باید اسم ماه روز و اسم روز با یکدیگر یکسان باشد ولی در گاه‌شماری هجری خورشیدی با ماه‌های ۳۱روزه اسمی برای روزهای ۳۱ فروردین، ۳۱ اردیبهشت، ۳۱ خرداد، ۳۱ تیر، ۳۱ مرداد و ۳۱ شهریور وجود ندارد.
در تقویم‌های دیگر زرتشتیان، بالاخص زرتشتیان هند که از کبیسه‌گیری تقویم هجری شمسی پیروی نمی‌کنند، بسته به تقویم، تاریخ این جشن، یعنی روز پنجم ماه اسفندارمذ، به حدود ۲۵ خرداد یا حدود ۲۴ تیر هجری شمسی می‌افتد.
در بعضی مناطق ایران که در نسل‌های پیش، زرتشتی بوده و اکنون مسلمان شده‌اند، این مراسم هرساله پنج روز مانده به ماه اسفند، برگزار می‌شود. از این مناطق می‌توان به منطقه پشتکوه استان یزد اشاره کرد که این مراسم به‌ویژه در روستای پندر برگزار می‌شود.

## آیین‌ها و دیگر نام‌ها
این جشن را «جشن برزیگران» هم نامیده‌اند. در روایات داراب هرمزدیار آمده: «در روز اسفندارمد ماه اسفندارمد جشں برزیگرانست جشن عزیز است درین ملک سفند و استرک و شاخ گوسفند و پنبه‌دانه این پنج چیز بآتش کردن و در خانها دود کردن که باری خروستران در اینسال زهرشان کاری نباشد و نیست شوند و در خانه و روی گاو و گوسفند و خروس سرخ کردن و این نوشته خواهد شد بزعفران بکاغذ یا پوست آهو نوشتن بر پشت خانه بند کردن تا در آنسال بیماری در آنخانه خانه نباشد. درین روز نیرنگ سنگ‌ریزه می‌یزند».
هاشم رضی دربارهٔ این روز می‌نویسد: «نخستین جشنی که در این روز [اسپندارمذگان] برگزار می‌شد جشن مردگیران یا مژدگیران بوده است. این جشن ویژهٔ زنان بوده و به مناسبت تجلیل و بزرگداشت‌شان برپا می‌گشت. [...] گردیزی نوشته است از این جهت جشن را مردگیران می‌گفتند که زنان به اختیار خویش و با آزادی، شوی و مرد زندگی خود را برمی‌گزیدند.»
ابوریحان بیرونی در آثارالباقیه می‌نویسد: «وكان فيما مضى [...] هذا اليوم خاصة عيد النساء، وكان الرجال يجودون عليهن وقد بقي هذا الرسم بأصفهان والري وسائر بلدان فهله ويسمى بالفارسية تزديكران [؟]. ويعرف هذا اليوم بكتبة الرقاع، وهو أن العوام يستفون فيه زبيبا وحب رمان مدقوقين، ويقولون: إنه ترياق يدفع مضرة لدغ العقارب، ويكتبون من لدن وقت طلوع الفجر إلى طلوع الشمس هذه الرقية على كواغذ مربعة: بسم الله الرحمن الرحيم أسفندارمذماه اسفندارمذروز بستم رم ورفت زیر وزبر از همه جز ستوران بنام یزدان وبنام جم وأفريدون بسم الله بآدم وحوا حسبي الله وحده وكفى. ويلزقون في هذا اليوم ثلاثة منها على الجدارات الثلاثة من البيت ويتركون جدار البيت المقابل لصدر البيت، ويقولون إذا ألزق على الجدار الرابع شيء من ذلك تحيرت الهوام ولم تجد منفذا ورفعت رءوسها نحو الكوة متهيئة للخروج من البيت». به ترجمهٔ اکبر داناسرشت: «در زمان گذشته [...] این روز عید زنان بوده و در این عید مردان بزنان بخشش می‌نمودند و هنوز این رسم در اصفهان و ری و دیگر بلدان پهله باقی مانده و به فارسی مردگیران میگویند و در این روز افسون می‌نویسند و عوام مویز را با دانه انار می‌کوبند و می‌گویند تریاقی خواهد شد که از زیان گزیدن کژدمها دفع می‌کند و از آغاز سپیده‌دم تا طلوع آفتاب این رقیه (افسون) را بر کاغذهای چهارگوش می‌نویسند و آن افسون این است: بسم الله الرحمن الرحيم اسفندارمذ ماه و اسفندارمذ روز ببستم دم و رفت زیر و زبر از همه جز ستوران بنام یزدان و بنام جم و فریدون بسم الله بآدم و حسبى الله وحده و كفی. در این روز سه تای از این کاغذها را بر سه دیوار خانه می‌چسبانند و دیواری را که مقابل با صدر خانه است خالی می‌گذارند و می‌گویند اگر به دیوار چهارم هم از این کاغذها بچسبانیم هوام و حشرات سرگردان می‌شوند و راهی نمی‌یابند که از آن خارج شوند و سرهای خود را بقصد خروج از خانه بلند می‌کنند.»

## کارهای هنری
یسنا خوشفکر، به مناسبت جشن اسفندگان آهنگی را به همین نام خوانده و اجرا کرده‌است.